# Teatro João Caetano (Niterói)
O Teatro João Caetano, ou Teatro Municipal João Caetano, mais conhecido como Teatro Municipal de Niterói, foi construído no século  XIX, e passou por inúmeras reformas e melhorias ao longo dos anos, sendo, em 1995, reinaugurado após restauração. É localizado na Rua XV de Novembro, 35, no Centro de Niterói, no Rio de Janeiro, no Brasil.

## História e restauração
O teatro é citado pelos historiadores como um dos marcos inaugurais do teatro brasileiro. Desde 1827, funcionava, no local, uma pequena casa de espetáculos administrada pela Sociedade Filodramática da Praia Grande. O imóvel, em 1842, foi adquirido por João Caetano. Este ator, então, reformou a casa e a transformou em Teatro Santa Tereza, em homenagem à futura imperatriz brasileira Teresa Cristina de Bourbon-Duas Sicílias. João Caetano explorou o teatro até sua morte em 1863. Em sua homenagem, em 1900, a Câmara Municipal de Niterói mudou o nome do teatro para Teatro Municipal João Caetano. O prédio foi tombado em 1990 pelo Instituto Estadual do Patrimônio Cultural.
O prédio (totalmente restaurado entre 1992 e 1995) passou pela mais completa e rigorosa restauração de que se tem notícia na história do patrimônio cultural brasileiro. Seu projeto de recuperação encarou um grande desafio: respeitar os aspectos históricos (na fachada, mantiveram-se as linhas arquitetônicas neoclássicas da reforma de 1888 e 1889) e, ao mesmo tempo, dotá-lo de modernidade. Foi adotada uma filosofia de restauração baseada na manutenção das intervenções de qualidade das reformas anteriores, e na eliminação das que não respeitavam seu caráter estilístico. Dessa forma, foram demolidos os anexos incompatíveis com o conjunto.
As pinturas interiores, de autoria de Thomas Driendl, constituem um grande complexo artístico ao lado do atual pano de boca criado para a restauração pelo paisagista e artista Roberto Burle Marx.
O teatro já foi cenário de diversas novelas e minisséries televisivas como "A favorita", "Dalva e Herivelto: uma Canção de Amor" e "Os Maias". Entre os artistas que já se apresentaram na casa, podem ser citados Alcione, Beth Carvalho, Fagner, Cauby Peixoto, João Bosco, Gilberto Gil, Luiza Possi, Zélia Duncan e Tim Maia, que fez sua última aparição pública no teatro no dia 8 de março de 1998 (após começar a apresentação, ele passou mal e morreu oito dias depois, no Hospital Universitário Antônio Pedro).

## Sala Carlos Couto
A Sala Carlos Couto, anexa ao Teatro Municipal, é o espaço multimídia mais concorrido da cidade, e também abriga a bilheteria informatizada do teatro. Foi inaugurada em 1993, com nome em homenagem ao jornalista português Carlos K. Couto. Ali, acontecem workshops com músicos, noites de autógrafos e exposições de fotografias, gravuras e artes plásticas.

## Salão Nobre
O Salão Nobre fica localizado no 3º andar do Teatro Municipal, sendo um espaço para apresentações de pequeno porte dentro do Teatro Municipal, para plateias pequenas de no máximo 120 pessoas, oferecendo uma programação complementar. As atividades são gratuitas. O Salão é ocupado por palestras, recitais e concertos de câmara. Três telas de autoria de Thomas Driendl compõem o forro do salão, que tem as paredes dotadas de grandes espelhos e decoradas com a técnica de pochoir.

## Ligação externa
- «Sítio oficial»